# フーニン県 (クアンナム省)
フーニン県（フーニンけん、ベトナム語：Huyện Phú Ninh / 縣富寧?）は、ベトナム社会主義共和国クアンナム省の県である。面積は251.47 km²、人口は90,920人（2018年）である。

## 行政区画
以下の1市鎮10社から構成される。
- フーティン市鎮（Phú Thịnh / 富盛）
- タムアン社（Tam An / 三安）
- タムダイ社（Tam Đại / 三大）
- タムザン社（Tam Dân / 三民）
- タムダン社（Tam Đàn / 三檀）
- タムライン社（Tam Lãnh / 三嶺）
- タムロック社（Tam Lộc / 三祿）
- タムフオック社（Tam Phước / 三福）
- タムタイ社（Tam Thái / 三泰）
- タムタイン社（Tam Thành / 三城）
- タムヴィン社（Tam Vinh / 三榮）